# Trnovica (Jelenje)
Pour les articles homonymes, voir Trnovica.
Trnovica est une localité de Croatie située dans la municipalité de Jelenje, comitat de Primorje-Gorski Kotar. En 2001, la localité comptait 61 habitants.

## Démographie
| 1948 | 1953 | 1961 | 1971 | 1981 | 1991 | 2001 |
| ---- | ---- | ---- | ---- | ---- | ---- | ---- |
| 102  | 86   | 96   | 73   | 76   | 58   | 61   |